# Раде Петрович-Негош
Раде Петрович-Негош (чорн. Раде Петровић-Његош; нар. 21 вересня 1982, Тітоград, Югославія) — югославський та чорногорський футболіст, півзахисник.

## Клубна кар'єра
Вихованець клубу «Будучност», у системі якого перебував у 1998—2000 роках. У 2000-2005 роках грав за різні клуби з Сербії та Чорногорії. У 2006 році перейшов до шведського клубу Дивізіону 1 «Південь» «Карлстад Юнайтед», за який зіграв 24 матчі та відзначився 5-ма голами. Повернувся до Сербії, де до 2008 року грав за «Борац» із міста Чачак. У 2008 році перейшов до російського клубу «Терек». 14 березня того ж року у матчі проти самарських «Крил Рад» дебютував у чемпіонаті Росії. Але зігравши лише три матчі за грозненську команду, достроково пішов із клубу у зв'язку з проблемами зі здоров'ям. З 2008 до 2011 року грав у Чорногорії.
У 2020 році отримав тренерську ліцензію УЄФА «Pro», пройшов двотижневе стажування у хорватському клубі «Рієка» та захистив дипломну роботу на тему «Аналіз роботи менеджменту, організації, професійної роботи у першій команді та молодіжному центрі футбольного клубу «Рієка».

## Кар'єра в збірній
3 червня 2007 року у товариському матчі проти збірної Колумбії дебютував за національну команду, в якому замінив Мирко Райчевича. Вище вказаний матч так і залишився єдиним за національну команду.